# SDSS J080531.84+481233.0
Désignations
SDSS J080531.84+481233.0, en abrégé SDSS J0805+4812, est un système binaire spectroscopique de naines brunes, situé dans la constellation du Lynx.